# Ньюпорт (переписна місцевість, Мен)
Ньюпорт (англ. Newport) — переписна місцевість (CDP) в США, в окрузі Пенобскот штату Мен. Населення — 1690 осіб (2020).

## Географія
Ньюпорт розташований за координатами 44°50′11″ пн. ш. 69°15′17″ зх. д. / 44.83639° пн. ш. 69.25472° зх. д. (44.836438, -69.254728).  За даними Бюро перепису населення США в 2010 році переписна місцевість мала площу 12,61 км², з яких 9,08 км² — суходіл та 3,53 км² — водойми.

## Демографія
Згідно з переписом 2010 року, у переписній місцевості мешкало 1776 осіб у 796 домогосподарствах у складі 460 родин. Густота населення становила 141 особа/км².  Було 938 помешкань (74/км²).
Расовий склад населення:
| - 95,4 % — білих - 0,6 % — азіатів - 0,4 % — чорних або афроамериканців - 0,3 % — корінних американців |

До двох чи більше рас належало 2,9 %. Частка іспаномовних становила 1,6 % від усіх жителів.
За віковим діапазоном населення розподілялося таким чином: 23,0 % — особи молодші 18 років, 60,8 % — особи у віці 18—64 років, 16,2 % — особи у віці 65 років та старші. Медіана віку мешканця становила 40,3 року. На 100 осіб жіночої статі у переписній місцевості припадало 90,6 чоловіків;  на 100 жінок у віці від 18 років та старших — 88,8 чоловіків також старших 18 років.
Середній дохід на одне домашнє господарство  становив 40 490 доларів США (медіана — 28 553), а середній дохід на одну сім'ю — 53 294 долари (медіана — 46 292). За межею бідності перебувало 26,6 % осіб, у тому числі 35,6 % дітей у віці до 18 років та 8,2 % осіб у віці 65 років та старших.
Цивільне працевлаштоване населення становило 614 осіб. Основні галузі зайнятості: освіта, охорона здоров'я та соціальна допомога — 20,8 %, виробництво — 17,3 %, роздрібна торгівля — 13,5 %, науковці, спеціалісти, менеджери — 10,4 %.